# Contea di Traverse
La contea di Traverse in inglese Traverse County è una contea dello Stato del Minnesota, negli Stati Uniti. La popolazione al censimento del 2000 era di 4 134 abitanti. Il capoluogo di contea è Wheaton